# Scopula dohertyi
Scopula dohertyi är en fjärilsart som beskrevs av W. Warren 1897. Scopula dohertyi ingår i släktet Scopula och familjen mätare. Inga underarter finns listade.